# Шенье (Крёз)
Шенье́ (фр. Chéniers) — коммуна во Франции, находится в регионе Лимузен. Департамент коммуны — Крёз. Входит в состав кантона Бонна. Округ коммуны — Гере.
Код INSEE коммуны — 23062.

## Население
Население коммуны на 2010 год составляло 557 человек.
| 1962 | 1968 | 1975 | 1982 | 1990 | 1999 | 2010 |
| ---- | ---- | ---- | ---- | ---- | ---- | ---- |
| 948  | 837  | 706  | 684  | 631  | 583  | 557  |

## Экономика
В 2010 году среди 334 человек трудоспособного возраста (15—64 лет) 208 были экономически активными, 126 — неактивными (показатель активности — 62,3 %, в 1999 году было 60,6 %). Из 208 активных жителей работали 190 человек (113 мужчин и 77 женщин), безработных было 18 (7 мужчин и 11 женщин). Среди 126 неактивных 15 человек были учениками или студентами, 64 — пенсионерами, 47 были неактивными по другим причинам.